# Oops Up Side Your Head
"I Don't Believe You Want to Get Up and Dance (Oops!)", (renomeado para "Oops Up Side Your Head" no single e sendo reconhecido por outros títulos tais como "Oops Upside Your Head"), é uma canção funk de 1979 do grupo The Gap Band. Retirado do quarto álbum de estúdio do grupo, The Gap Band II, tanto a canção quanto o álbum obtiveram sucesso comercial.
O single foi lançado em diversos países em diferentes formatos. Nos Estados Unidos, foi lançado como 12" com o lado-B sendo "Party Lights". Na Holanda, o lado-B do 12" foi "The Boys Are Back in Town". Na França, o single foi um 7" sem lado-B.
No Reino Unido a faixa surgiu na metade de 1979 como lado-B do 12" de "The Boys Are Back In Town" / "Steppin' (Out)" (Mercury Records MERX2). Então em 1980, devido à sua popularidade, os lados foram invertidos e renomeados com apenas "The Boys Are Back In Town" no lado-B (Mercury Records 7" MER22 / 12" MERX22). Foi posteriormente lançado como lado-B de algumas cópias da versão remix de "Party Lights" (Mercury Records 12" MERX37). Em 1987, um remix em 12" foi lançado no Reino Unido com um versão dub no lado-B (UK Club records JABX54).
O single se tornou um sucesso internacional do grupo no final de 1979, e embora não tenha conseguido entrar na parada americana Billboard Hot 100, a canção alcançou o top 10 das paradas americanas de R&B e disco e um grande sucesso de vendas em outros países, atingindo o número no Reino Unido em 1980 e número na Holanda.

## Legado

### Sampling
A canção foi sampleada diversas vezes ao longo dos anos, especialmente durante os anos 1990, na era do G-funk:
- "Ooops Up" por Snap! (1990)
- "Mo' P****" por DJ Quik (1992)
- "Didn't Mean to Turn You On" por 2nd II None (1994)
- "Strap on the Side" por Spice 1 (1994)
- "Snoop's Upside Ya Head" por Snoop Dogg feat. Charlie Wilson (1996)
- "Bring U Up" por Romanthony (2000)

Em abril de 2015, foi anunciado que os compositores de "Oops Up Side Your Head" tiveram seus nomes adicionados nos créditos do single de Mark Ronson,  "Uptown Funk".